# Сетубал, Олаву
Ола́ву Эжи́диу ди Со́уза Ара́нья Сету́бал (порт. Olavo Egídio de Sousa Aranha Setúbal, 15 апреля 1923 года, Сан-Паулу, Бразилия — 27 августа 2008 года, Сан-Паулу, Бразилия) — бразильский государственный деятель, министр иностранных дел Бразилии (1985—1986).

## Биография
Родился в аристократической семье адвоката, политика, поэта и писателя Паулу Сетубала, был внуком федерального депутата и вице-президента штата Сан-Паулу Олаву Эжидиу ди Соуза Аранья.
В 1945 году окончил Политехническую школу Университета Сан-Паулу. Сначала вёл преподавательскую и научно-исследовательскую работу. В 1953 году основал и начал работать в фирме DECA, занимавшейся производством сантехники, в 1959 году возглавил банк Banco Federal de Crédito, а затем банковскую компанию Itaú Unibanco, где со временем стал одним из крупнейших акционеров и председателем, заняв к середине 1970-х второе место в списке богатейших банкиров страны.
17 августа 1975 — 11 июля 1979 — назначенный мэр Сан-Паулу, много занимался реконструкцией центра города и транспортной инфраструктурой.
В 1980 году вместе с Танкреду Невисом основал Народную партию, куда вошли умеренные политики из АРЕНА и БДД. Однако партия просуществовала недолго, влившись в Партию бразильского демократического движения.
С 15 марта 1985 по 14 февраля 1986 года занимал пост министра иностранных дел в правительстве президента Жозе Сарнея. 8-11 декабря 1985 года совершил первый в истории визит министра иностранных дел Бразилии в СССР.
В 1985 году стал одним из главных спонсоров победоносной кампании Жаниу Куадруша в городской совет Сан-Паулу. В 1986 году присоединился к партии «Демократы», в которой, однако, поддержал фракцию, оказавшуюся в меньшинстве в руководстве. После этого оставил политическую деятельность.
С 2001 года, до самой смерти, был исполнительным президентом холдинга Itaúsa.
Скончался 27 августа 2008 года от сердечной недостаточности в госпитале в Сан-Паулу.
В ходе антикоррупционной полицейской операции, начавшейся в 2014 году, инициированной Прогрессистской партией, был посмертно обвинён во взятках депутатам штата Сан-Паулу в пользу переизбрания губернатором штата Фернанду Энрики Кардозу в 1997 году.
В 1978 году был награждён премией «Инженер года в Бразилии».

## Личная жизнь
В 1946 году женился на Матильде Ласерде ди Азеведу (1925—1977).
В 1979 году повторно женился на Дэйси Сальеш (1928—2010).
Имел детей Паулу, Марию Алису (Неку), Олаву Жуниора, Роберту, Жозе Луиса, Алфреду и Рикарду, а также 19 внуков.